# Niilo Toivonen

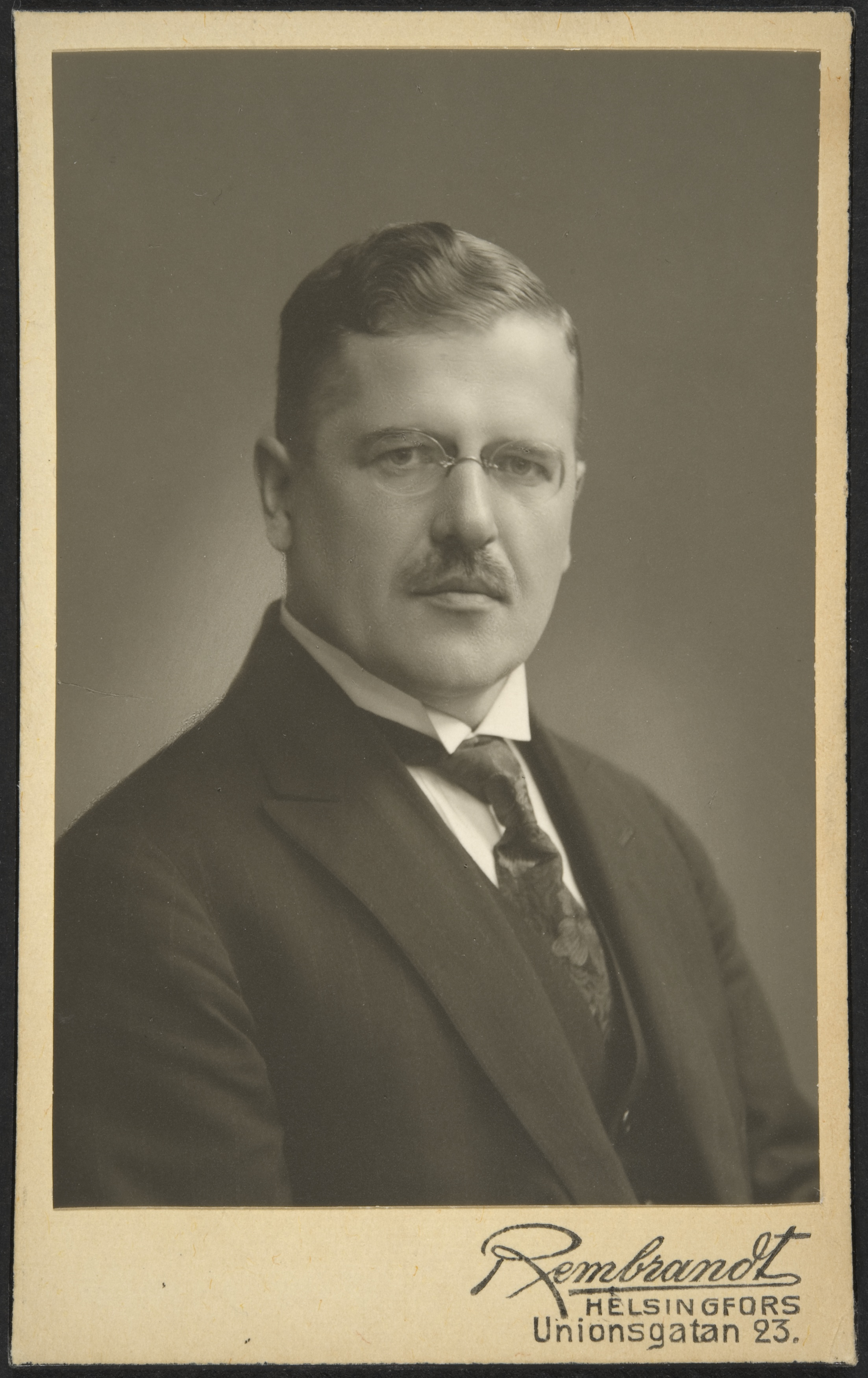
N.J. Toivonen.

Niilo Johannes Toivonen, N.J. Toivonen, född 7 februari 1888 i Tavastehus, död 11 september 1961 i Helsingfors, var en finländsk kemist. 
Toivonen blev student 1906, filosofie kandidat 1913, filosofie licentiat 1918 och filosofie doktor 1919. Han var assistent på lantbrukskemiska laboratoriet vid Helsingfors universitet 1913–1916, tillförordnad assistent på kemiska laboratoriet där 1916–1923, adjunkt i kemi där 1924–1928 och professor i kemi där 1928–1957. Han visade som forskare prov på stor grundlighet och kritiskt omdöme; var mest hemmastadd inom den organiska kemin, där han huvudsakligen sysslade med alicykliska föreningar. Han skapade sig även ett internationellt rykte som syntetiker och forskare i terpener. Han invaldes som ledamot av Finska Vetenskapsakademien 1931.